# 皆見栄伽
皆見栄伽（みなみ ひさと）=南柱根（みなみ ちゅうこん）＝松本桂治（まつもと かつじ・本名）は日本の脚本家、映画監督。日本シナリオ作家協会会員。
経歴
昭和36年（1961年）に、京都市北区に位置する大徳寺すぐそばの紫野で在日朝鮮人2.5世（父は一世、母は二世）として生まれる。5歳を目前に家族で東京へ移住、以降成人するまで府中市で育つ。その後国立市、立川市、八王子市と多摩地区一筋に在住。現在も八王子市に在住。早稲田実業学校高等部商業科を経て、早稲田大学第一文学部文芸専修を卒業。
府中市に住んでいた小学校1年時に世に名高い「三億円事件」発生。当時母親が東芝府中工場に勤めており、「ボーナスが盗まれてしもた！」の声でテレビニュースより先に事件の第一報を聞く。
小学校より立川市の民族学校に通い、常に成績は全校トップであったものの、「こんな教育、こんな環境にいてはダメだ」との家族の声もあり、日本の普通高校を受験する道を選ぶが、目指す高校のレベルには到底達せず、中学浪人の道を選ぶ。そして翌年早稲田実業学校高等部商業科に合格。早稲田実業に入学したことが後々の人生において、主に人的な部分で大きな財産となる。
1981年、早稲田大学第一文学部に同校より推薦入学、1986年同学部文芸専修卒業。
卒業後、当時は朝鮮籍では一般会社に就職することは難しかったこともあり、大学卒業前より関わっていた映画の世界に飛び込む。その後フリーの助監督として、主に神山征二郎、降旗康男、蔵原惟繕、工藤栄一、市川崑、大林宣彦ら日本映画を代表する監督たちに師事、演出畑一筋に修行を積む。また、国内にとどまらず国際的な作品にも携わり、2005年には韓中合作映画『青燕』（ユン・ジョンチャン監督）において監督補佐兼プロデューサーを務めたほか、2007年にはハリウッド映画『JUMPER』（ダグ・リーマン監督）のJapan UnitでFirst Assistant Director（第一助監督）として参加するなど、海外作品にも活躍の場を広げている。
中でも神山征二郎、大林宣彦両監督の多くの作品に関わり、神山監督からは地に足をつけた真摯な演出を、大林監督からは言葉を大事にする作家性と映像のリズムとはなにかを学ぶ。
1996年、日本人女性と結婚、97年長女が生まれたことを機に、また長らく「近くて遠い国」として、自分の中で多分に美化されていた韓国という国に、合作映画を通じて実際に渡航して、更に韓国人と直に接してみて感じたギャップと違和感から、自らの国籍の問題を真剣に考え始める。やがて「自分にとって日本という国に生まれたことがなによりの幸運であった。また、口癖のように言われるような『差別』を受けたこともない。なによりも自分はこの国土と人、文化を愛している。また未来永劫朝鮮半島の国家に帰属する意思は無く、子どもたちも日本人として生きて欲しい。」ということを自覚する。
2001年、日本国籍取得を申請、2002年日本国籍取得、姓を妻の姓、松本に変更（名前、桂治＝かつじは幼少時からの通名勝治の漢字変更）。ただし映画界では『南柱根』のまま仕事を続ける。
1998年、テレビ朝日「土曜ワイド劇場」20周年特別企画『三毛猫ホームズの黄昏ホテル』で脚本家デビュー。2001年『なごり雪』で劇映画の脚本を初執筆。その後もコンスタントに脚本を手掛け、2016年には『空と海のあいだ』(2017春全国公開)映画監督デビュー。https://eiga.com/movie/81559/
監督しては遅いデビューであったが本人はこれは必然であり、最良の結果であったと思っている。
2021年7月、還暦を迎えたことを機に心機一転若い気持ちで新しいことに挑戦してゆくという気持ちを込めて、屋号を皆見栄伽（みなみひさと）に変更。
死ぬまで現場に立つ、ということが本人の目標。

## 作品歴
映画（脚本）
- 『なごり雪』（2001年、角川大映）
- 『風のダドゥ』（2005年、角川ヘラルド）
- 『22才の別れ - Lycori葉見ず花見ず物語』（2007年、角川映画）
- 『転校生 - さよならあなた』（2007年、角川映画、大林宣彦監督）
- 『空と海のあいだ』（2017年、空と海のあいだ合同会社、脚本・監督）

映画（監督）
- 『空と海のあいだ』（2015年 宮崎県先行公開、2017年 全国公開）